# Ruschia phylicoides
Ruschia phylicoides är en isörtsväxtart som beskrevs av L. Bol. Ruschia phylicoides ingår i släktet Ruschia och familjen isörtsväxter. Inga underarter finns listade i Catalogue of Life.